# Newbiggin (Dacre)
Koordinaten: 54° 39′ N, 2° 49′ W

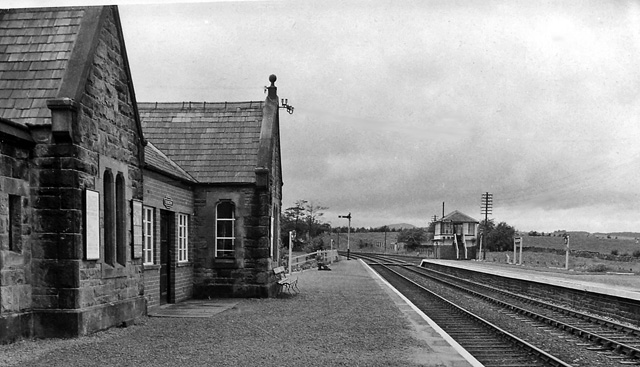
Der Bahnhof am Rande von Newbiggin im Jahr 1962.

Newbiggin ist ein Ort im Civil parish Dacre in der Grafschaft Cumbria im Nordwesten Englands. Der Ort liegt circa drei Meilen östlich von Penrith in der Unitary Authority Westmorland and Furness. Am Rande von Newbiggin befand sich ein Bahnhof der Bahnstrecke Penrith-Cockermouth der Cockermouth, Keswick and Penrith Railway, doch dieser Bahnhof konnte mit einem gleichnamigen Bahnhof an der Bahnstrecke Settle–Carlisle verwechselt werden und erhielt deshalb den Namen Bahnhof Blencow, obwohl der Ort Blencow weiter nördlich dieses Bahnhofes liegt. Der Bahnhof wurde 1972 geschlossen.